# Línea 352 (Interurbanos Madrid)
La línea 352 de la red de autobuses interurbanos de Madrid une la Estación Sur con Fuentidueña de Tajo, Tarancón y numerosos pueblos de la Provincia de Cuenca y de Toledo. 

## Características
Esta línea une principalmente Madrid con Fuentidueña de Tajo y con Tarancón, tardando aproximadamente una hora en llegar al primero mencionado. Numerosas expediciones prolongan su recorrido a otros pueblos situados en el esquema de línea. La expedición singular a Los Hinojosos convierte a esta línea en la más larga de toda la red de autobuses interurbanos del CRTM, con una longitud superior a los 133 kilómetros y una duración superior a las tres horas, superando incluso a la expedición a Arroyo de las Fraguas de la 182. No obstante, la línea con todas las expediciones de igual itinerario y mayor longitud y duración sigue siendo la 194, pues todas las expediciones del 194 hacen el mismo recorrido, mientras que sólo algunas expediciones de la 352 van más allá de Tarancón. Igual ocurre para la línea 182.
En sentido Madrid, pese a que hace todas las paradas desde el Puente de Arganda (exceptuando las dos últimas en Moratalaz y Valdemingómez), en la práctica si al acercarse a la parada no hay viajeros dispuestos a bajarse, el autobús no recoge viajeros en ninguna de las paradas desde el sitio mencionado, pese a que en ningún momento se especifica que las paradas sean de bajada. De esta manera, los viajeros que quieran subirse en este tramo son derivados a las líneas de Rivas (331, 332, 333 y 334), debido a que estas tienen menor tiempo de viaje y una longitud que no llega a los 25-30 kilómetros. Esto se hace con el fin de mejorar la fluidez de esta línea, así como de las líneas 313, 326, 336, 337, 351 y 353 pues todas las mencionadas tienen una duración en muchas ocasiones superior a la hora y una longitud que por lo general no es menor a 50 kilómetros. Lo cierto es que, por lo general, apenas hay viajeros que se bajen en estas paradas intermedias en horas valle. De hecho, en los horarios se estipula que está prohibido el transporte de viajeros entre únicamente Madrid, Rivas-Vaciamadrid y Arganda del Rey en sentido pueblos o viceversa en sentido Madrid, siendo obligatorio o bien continuar hasta al menos Perales de Tajuña o provenir al menos desde ahí.
La línea es también la que mejor frecuencia tiene de Empresa Ruiz, y la única que dispone de servicio nocturno, que sólo llega hasta Villarejo de Salvanés y sólo los fines de semana y vísperas de festivo.
Está operada por la Empresa Ruiz mediante la concesión administrativa VCM-303 - Madrid –  Barajas de Melo – Villamayor de Santiago (Viajeros Comunidad de Madrid) del Consorcio Regional de Transportes de Madrid.

## Horarios

### Sentido Fuentidueña de Tajo - Tarancón -otros municipios
| Lunes a viernes laborables                       |       |       |       |       |
| 6:25                                             | 6:50  | 7:00  | 7:10  | ----  |
| ----                                             | 7:45  | 7:55  | 8:05  | ----  |
| 7:30                                             | ----  | 8:05  | 8:15  | ----  |
| 8:00                                             | 8:25  | 8:35  | 8:45  | 9:00  |
| 9:00                                             | 9:25  | 9:35  | 9:45  | ----  |
| 11:00                                            | 11:25 | 11:35 | 11:45 | 12:00 |
| 12:00                                            | 12:25 | 12:35 | 12:45 | 13:00 |
| 12:00                                            | 12:25 | 12:35 | 12:45 | 13:00 |
| 15:15                                            | ----  | 15:50 | 16:00 | ----  |
| 16:00                                            | 16:25 | 16:35 | 16:45 | 17:00 |
| 17:00                                            | 17:25 | 17:35 | 17:45 | 18:00 |
| 17:00                                            | 17:25 | 17:35 | 17:45 | 18:00 |
| 17:30                                            | ----  | 18:05 | 18:15 | ----  |
| 18:00                                            | 18:25 | 18:35 | 18:45 | 19:00 |
| 18:30                                            | 18:55 | 19:05 | 19:15 | ----  |
| 19:20                                            | ----  | 19:55 | 20:05 | ----  |
| 19:45                                            | ----  | 20:20 | 20:30 | ----  |
| 21:00                                            | 21:25 | 21:35 | 21:45 | ----  |
| Sábados laborables                               |       |       |       |       |
| 8:00                                             | 8:25  | 8:35  | 8:45  | 9:00  |
| 10:00                                            | 10:25 | 10:35 | 10:45 | ----  |
| 12:00                                            | 12:25 | 12:35 | 12:45 | 13:00 |
| 12:00                                            | 12:25 | 12:35 | 12:45 | 13:00 |
| 15:00                                            | 15:25 | 15:35 | 15:45 | ----  |
| 16:00                                            | 16:25 | 16:35 | 16:45 | 17:00 |
| 16:00                                            | 16:25 | 16:35 | 16:45 | 17:00 |
| 17:00                                            | 17:25 | 17:35 | 17:45 | 18:00 |
| 18:00                                            | 18:25 | 18:35 | 18:45 | 19:00 |
| 21:00                                            | ----  | 21:35 | 21:45 | 22:00 |
| Domingos y festivos                              |       |       |       |       |
| 8:00                                             | 8:25  | 8:35  | 8:45  | 9:00  |
| 10:00                                            | 10:25 | 10:35 | 10:45 | ----  |
| 12:00                                            | 12:25 | 12:35 | 12:45 | 13:00 |
| 15:00                                            | 15:25 | 15:35 | 15:45 | ----  |
| 16:00                                            | 16:25 | 16:35 | 16:45 | 17:00 |
| 17:00                                            | 17:25 | 17:35 | 17:45 | 18:00 |
| 20:00                                            | 20:25 | 20:35 | 20:45 | 21:00 |
| 22:00                                            | 22:25 | 22:35 | 22:45 | 23:00 |
| 22:00                                            | 22:25 | 22:35 | 22:45 | 23:00 |
| Noches de viernes, sábados y vísperas de festivo |       |       |       |       |
| 0:30                                             | 0:55  | 1:05  | 1:15  | ----  |
| 2:45                                             | 3:10  | 3:20  | 3:30  | ----  |

### Sentido Madrid
| Lunes a viernes laborables                       |       |       |       |       |
| ----                                             | 6:25  | 6:35  | ----  | 7:15  |
| 6:15                                             | 6:30  | 6:40  | ----  | 7:20  |
| 6:30                                             | 6:45  | 6:55  | 7:05  | 7:30  |
| ----                                             | 6:55  | 7:05  | 7:15  | 7:40  |
| 6:55                                             | 7:10  | 7:20  | 7:30  | 7:55  |
| ----                                             | 7:15  | 7:25  | ----  | 8:05  |
| ----                                             | 7:30  | 7:40  | ----  | 8:20  |
| ----                                             | 7:40  | 7:50  | ----  | 8:30  |
| ----                                             | 7:55  | 8:05  | ----  | 8:45  |
| 8:00                                             | 8:15  | 8:25  | 8:35  | 9:00  |
| ----                                             | 8:35  | 8:45  | ----  | 9:20  |
| 9:00                                             | 9:15  | 9:25  | 9:35  | 10:00 |
| 9:05                                             | 9:20  | 9:30  | 9:40  | 10:05 |
| 9:15                                             | 9:30  | 9:40  | 9:50  | 10:15 |
| 11:45                                            | 11:00 | 11:10 | 11:20 | 11:45 |
| 12:00                                            | 12:15 | 12:25 | 12:35 | 13:00 |
| 12:50                                            | 13:05 | 13:15 | 13:25 | 13:50 |
| ----                                             | 13:45 | 13:55 | 14:05 | 14:30 |
| ----                                             | 14:10 | 14:20 | 14:30 | 14:55 |
| ----                                             | 14:30 | 14:40 | 14:50 | 15:15 |
| ----                                             | 14:40 | 14:50 | 15:00 | 15:25 |
| ----                                             | 15:40 | 15:50 | 16:00 | 16:25 |
| 16:30                                            | 16:45 | 16:55 | 17:05 | 17:30 |
| 16:30                                            | 16:45 | 16:55 | 17:05 | 17:30 |
| ----                                             | 17:30 | 17:40 | 17:50 | 18:25 |
| ----                                             | 20:45 | 20:55 | 21:05 | 21:30 |
| Sábados laborables                               |       |       |       |       |
| 6:30                                             | 6:45  | 6:55  | 7:05  | 7:30  |
| 8:00                                             | 8:15  | 8:25  | 8:35  | 9:00  |
| 9:00                                             | 9:15  | 9:25  | 9:35  | 10:00 |
| 9:05                                             | 9:20  | 9:30  | 9:40  | 10:05 |
| 9:15                                             | 9:30  | 9:40  | 9:50  | 10:15 |
| 10:45                                            | 11:00 | 11:10 | 11:20 | 11:45 |
| 12:00                                            | 12:15 | 12:25 | 12:35 | 13:00 |
| ----                                             | 13:00 | 13:10 | 13:20 | 13:45 |
| 16:30                                            | 16:40 | 16:50 | 17:00 | 17:25 |
| ----                                             | 18:00 | 18:10 | 18:20 | 18:45 |
| 21:10                                            | 21:20 | 21:30 | ----  | 22:00 |
| Domingos y festivos                              |       |       |       |       |
| 8:00                                             | 8:15  | 8:25  | 8:35  | 9:00  |
| 9:15                                             | 9:30  | 9:40  | 9:50  | 10:15 |
| ----                                             | 12:00 | 12:10 | 12:20 | 12:45 |
| 16:30                                            | 16:40 | 16:50 | 17:00 | 17:25 |
| 16:30                                            | 16:40 | 16:50 | 17:00 | 17:25 |
| 18:05                                            | 18:15 | 18:25 | 18:35 | 19:00 |
| 19:05                                            | 19:20 | 19:30 | 19:40 | 20:05 |
| 19:25                                            | 19:35 | 19:45 | 19:55 | 20:20 |
| 19:40                                            | 19:55 | 20:05 | 20:15 | 20:40 |
| ----                                             | 21:00 | 21:10 | 21:20 | 21:45 |
| Noches de viernes, sábados y vísperas de festivo |       |       |       |       |
| ----                                             | 23:30 | 23:40 | 23:50 | 0:15  |
| ----                                             | 1:30  | 1:40  | 1:50  | 2:15  |

1. ↑   Este icono indica que la línea pasa por localidades sin zona tarifaria asignada, no teniendo validez ningún título de transporte, ni siquiera la Tarjeta Joven, yendo todo a base de sencillos
2. 1 2 3   Sólo días lectivos
3. 1 2 3 4 5 6 7 8 9 10 11 12 13   Hasta/desde Villanueva de Alcardete
4. 1 2 3 4 5 6 7 8 9   Hasta/desde Villamayor de Santiago
5. 1 2 3 4 5 6 7 8 9 10 11 12 13 14 15 16 17 18 19   Hasta/desde Tarancón
6. 1 2 3   Jueves hasta Hontanaya
7. ↑   Hasta/desde Pozorrubio de Santiago
8. 1 2   Sólo viernes
9. 1 2 3 4 5 6   Hasta/desde Los Hinojosos

## Recorrido y paradas
NOTA: Debido a las obras del nuevo intercambiador de Conde de Casal, las paradas sombreadas en naranja sustituyen a aquellas sombreadas en rojo, desde el 17 de febrero de 2025 hasta fin de obras.

### Sentido Fuentidueña de Tajo - Tarancón -otros municipios
La línea comienza su recorrido en la estación de la céntrica Ronda de Atocha. Pasando por la estación homónima, toma el Paseo de la Infanta Isabel bajando después por la Avenida del Mediterráneo hasta llegar a la Plaza del Conde de Casal, donde hace su primera parada. Una vez realizada, toma la A-3 o autovía de Valencia situándose en el carril central de la calzada, saltándose todas las paradas intermedias hasta llegar a Santa Eugenia, donde junto al resto de líneas de la compañía, realiza una parada. La línea continua directamente hasta la Estación de Rivas Vaciamadrid, saltándose Valdemingómez. Sigue en la autovía y hace una parada junto al Puente de Arganda. 
Posteriormente, toma la salida 22 para entrar a la zona industrial de Arganda del Rey, enfilando la Avenida de Madrid, donde hace algunas paradas. Sigue la calle hasta el final de la misma, denominándose posteriormente Avenida de Valencia. En esta avenida la línea hace algunas paradas. Llega al final de la misma y toma la N-3, saliendo del casco urbano de la localidad. En la N-3 continúa recto hasta llegar a Perales de Tajuña, donde pasa por la calle Mayor Alta, por la Plaza de la Constitución y por la calle Mayor Baja. 
La ruta sale de la localidad y se incorpora a la A-3, carretera que abandona de nuevo en la salida 48 para meterse al casco urbano de Villarejo de Salvanés. Recorre este municipio pasando por las calles Samuel Baltés y Encomienda, y vuelve a incorporarse a la A-3, carretera que abandona tras coger la salida 62 para entrar en Fuentidueña de Tajo, pasando por la Avenida Virgen de Alarilla. Abandona usando la vía de servicio de la A-3 el municipio, saliendo de la Comunidad de Madrid.
En la salida 74, se desvía para hacer una parada en Belinchón, y vuelve a incorporarse a la autovía. En la salida 79, sale de la carretera para entrar en Tarancón, y hace parada en la Avenida Miguel de Cervantes y en su estación de autobuses. Aquí finalizan algunas expediciones de la línea. 
Para aquellas expediciones que van más allá de Tarancón, el autobús coge la carretera CM-200 para entrar en Fuente de Pedro Naharro, donde hace una parada. Acto seguido, la línea pasa por los municipios de El Acebrón y de Torrubia del Campo, volviendo a usar la CM-200 para llegar al siguiente municipio: Horcajo de Santiago, donde hace dos paradas: en la Avenida Ángela de Silva y en la Plaza de la Constitución. Vuelve a la CM-200 para entrar en Pozorrubio de Santiago. Algunas expediciones finalizan aquí su recorrido. Las que continúan, siguen en la CM-200 hasta Villamayor de Santiago, donde su cabecera se establece en la Avenida Juan Carlos I. Hay tres posibles destinos para aquellas expediciones que continúan más allá:
- Villanueva de Alcardete: la línea toma la carretera CM-310 para llegar al municipio, teniendo cabecera en la Plaza de la Cruz Verde.
- Hontanaya: la línea toma la carretera CM-3101, teniendo cabecera en la Avenida Cahorzo.
- Los Hinojosos: para llegar al municipio a mayor distancia de todos, la línea toma la carretera CM-3013 y tiene cabecera en la Plaza de la Constitución.

| Código | Parada                                            | Común con                                                       | Conexiones con Metro y Cercanías | Municipio               | Zona |
| --- | ------------------------------------------------- | --------------------------------------------------------------- | -------------------------------- | ----------------------- | ---- |
| 7538 | Ronda - Estación de Autobuses                     | 351 353                                                         | Estación del Arte                | Madrid                  |      |
| 8367 | Plaza Conde de Casal                              | 351 353                                                         | Conde de Casal                   | Madrid                  |      |
| 06165 | Estación Sur de Autobuses                         | 351 353                                                         | Méndez Álvaro                    | Madrid                  |      |
| 7439 | Av. Mediterráneo - Santa Eugenia                  | 312 312A 331 332 333 334 336 337 339 341 351 353 N301 N302 N303 | Santa Eugenia                    | Madrid                  |      |
| 21072 | Ctra. A3 - Est. Rivas Vaciamadrid                 | 312 312A 313 326 336 337 351 353 N303                           | Rivas-Vaciamadrid                | Rivas-Vaciamadrid       |      |
| 9180 | Ctra. A3 - Puente de Arganda                      | 312 312A 313 326 330 336 337 351 353 N303                       |                                  | Arganda del Rey         |      |
| 7447 | Av. Madrid - Ctra. Campo Real                     | 2 312 320 330 337 351 353                                       |                                  | Arganda del Rey         |      |
| 7448 | Av. Madrid - Cº Estrechillo                       | 2 312 320 330 351 353                                           |                                  | Arganda del Rey         |      |
| 7451 | Av. Madrid - Av. Finanzauto                       | 2 285 312 312A 320 330 351 353 N303                             |                                  | Arganda del Rey         |      |
| 7452 | Av. Madrid - Cº del Valle                         | 2 285 312 312A 320 330 351 353 N303                             |                                  | Arganda del Rey         |      |
| 7453 | Av. Madrid - La Perla                             | 2 285 312 312A 320 330 351 353 N303                             |                                  | Arganda del Rey         |      |
| 17484 | Av. Valencia - Plaza del Progreso                 | 350A 350B 350C 351 353                                          | Arganda del Rey                  | Arganda del Rey         |      |
| 17486 | Av. Valencia - Cementerio Viejo                   | 350A 350B 350C 351 353                                          |                                  | Arganda del Rey         |      |
| 11904 | Real - Av. Valencia                               | 2 320 322 326 350A 350B 350C 351 353                            |                                  | Arganda del Rey         |      |
| 11903 | Ctra. N-3 - Estación de Comunicaciones            | 322 326 350A 350B 350C 351 353                                  |                                  | Arganda del Rey         |      |
| 18158 | Mayor Alta - Rana                                 | 322 326 350A 350B 350C 351 353                                  |                                  | Perales de Tajuña       |      |
| 9762 | Mayor Alta - Rana                                 | 322 326 350A 350B 350C 351 353                                  |                                  | Perales de Tajuña       |      |
| 9761 | Plaza de la Constitución - Ayuntamiento           | 322 326 350A 350B 350C 351 353                                  |                                  | Perales de Tajuña       |      |
| 9763 | Mayor Baja - Avenida de la Paz                    | 322 326 330 350A 350B 350C 351 353                              |                                  | Perales de Tajuña       |      |
| 11452 | Av. Hermanos Gómez Cuétara - Instituto            | 350A 350B 350C 351 353                                          |                                  | Villarejo de Salvanés   |      |
| 10422 | Samuel Baltés - Madrid                            | 350A 350B 350C 351 353                                          |                                  | Villarejo de Salvanés   |      |
| 10424 | Encomienda - Castillo                             | 350B 350C 353                                                   |                                  | Villarejo de Salvanés   |      |
| 19882 | Encomienda - San José                             | 350B 350C 353 430                                               |                                  | Villarejo de Salvanés   |      |
| 10425 | Encomienda - Velázquez                            | 350B 350C 353                                                   |                                  | Villarejo de Salvanés   |      |
| 16278 | Comunidad de Madrid - Colonia Tierno Galván       | 350B 353 355                                                    |                                  | Fuentidueña de Tajo     |      |
| 16277 | Av. Elena Soriano - Piedra                        | 350B 353 355                                                    |                                  | Fuentidueña de Tajo     |      |
| 9536 | Av. Elena Soriano - Virgen de Alarilla            | 350B 353                                                        |                                  | Fuentidueña de Tajo     |      |
| 19853 | Ctra. A-3 - Fuentidueña de Tajo                   |                                                                 |                                  | Fuentidueña de Tajo     |      |
| Los recorridos que finalizan en Fuentidueña de Tajo establecen aquí su cabecera. Las siguientes paradas pertenecen a aquellos que continúan hasta Cuenca |                                                   |                                                                 |                                  |                         |      |
| 19117 | Belinchón                                         |                                                                 |                                  | Belinchón               |      |
| 20643 | Tarancón - Miguel de Cervantes                    |                                                                 |                                  | Tarancón                |      |
| 18596 | Estación de Autobuses de Tarancón                 |                                                                 |                                  | Tarancón                |      |
| Cabecera de las expediciones que van hasta Tarancón |                                                   |                                                                 |                                  |                         |      |
| 19110 | Fuente de Pedro Naharro - Emilia Jarabo           |                                                                 |                                  | Fuente de Pedro Naharro |      |
| 19109 | El Acebrón - Iglesia                              |                                                                 |                                  | El Acebrón              |      |
| 19110 | Torrubia del Campo - Ramón y Cajal                |                                                                 |                                  | Torrubia del Campo      |      |
| 18600 | Horcajo de Santiago - Ángela Rosa de Silva        |                                                                 |                                  | Horcajo de Santiago     |      |
| 19112 | Horcajo de Santiago - Alonso de Céspedes          |                                                                 |                                  | Horcajo de Santiago     |      |
| 18604 | Pozorrubio de Santiago - Portillo                 |                                                                 |                                  | Pozorrubio de Santiago  |      |
| 18605 | Pozorrubio de Santiago - Plaza de la Constitución |                                                                 |                                  | Pozorrubio de Santiago  |      |
| 19128 | Villamayor de Santiago - Av. Juan Carlos I        |                                                                 |                                  | Villamayor de Santiago  |      |
| La anterior parada es cabecera de las expediciones que se limitan al municipio anterior                                                                  |                                                   |                                                                 |                                  |                         |      |
| 18609 | Hontanaya - Av. Cahorzo                           |                                                                 |                                  | Hontanaya               |      |
| Cabecera de las expediciones que llegan hasta Hontanaya                                                                                                  |                                                   |                                                                 |                                  |                         |      |
| 18607 | Los Hinojosos - Pza. Constitución                 |                                                                 |                                  | Los Hinojosos           |      |
| Cabecera de las expediciones que llegan hasta Los Hinojosos                                                                                              |                                                   |                                                                 |                                  |                         |      |
| 18610 | Villanueva de Alcardete - Plaza de la Cruz Verde  |                                                                 |                                  | Villanueva de Alcardete |      |
| Cabecera de las expediciones que llegan hasta Villanueva de Alcardete                                                                                    |                                                   |                                                                 |                                  |                         |      |

### Sentido Madrid
El recorrido de vuelta es idéntico al de ida pero en sentido contrario, pues la línea utiliza prácticamente las mismas vías que a la ida. No obstante, hay ciertas diferencias en algunas vías públicas por las que pasa:
- En la A-3, fuera de Madrid, el 352 no para en el Puente de Arganda, parada que sí hace en sentido opuesto.
- En la Avenida del Mediterráneo (tramo de A-3 dentro del término municipal de Madrid), para en el cruce con la Avenida de la Democracia, parada que no realiza a la ida. También hace una parada en el cruce con la Avenida Pablo Neruda, que no se realiza tampoco en sentido opuesto.
- En el Paseo de la Infanta Isabel, hace una parada muy cerca de la Estación del Arte, mientras que a la ida va directamente a Conde de Casal. Esta parada es sólo para descargar viajeros.

En cuanto a las variantes expuestas en el otro sentido, las vías a tomar son idénticas salvo que son en sentido contrario.
| Código                                                                 | Parada                                            | Común con                                                                        | Conexiones con Metro y Cercanías | Municipio               | Zona |
| ---------------------------------------------------------------------- | ------------------------------------------------- | -------------------------------------------------------------------------------- | -------------------------------- | ----------------------- | ---- |
| 18610                                                                  | Villanueva de Alcardete - Plaza de la Cruz Verde  |                                                                                  |                                  | Villanueva de Alcardete |      |
| Cabecera de las expediciones que parten desde Villanueva de Alcardete  |                                                   |                                                                                  |                                  |                         |      |
| 18607                                                                  | Los Hinojosos - Pza. Constitución                 |                                                                                  |                                  | Los Hinojosos           |      |
| Cabecera de las expediciones que parten desde Los Hinojosos            |                                                   |                                                                                  |                                  |                         |      |
| 18609                                                                  | Hontanaya - Av. Cahorzo                           |                                                                                  |                                  | Hontanaya               |      |
| Cabecera de las expediciones que parten desde Hontanaya                |                                                   |                                                                                  |                                  |                         |      |
| 18606                                                                  | Villamayor de Santiago - Av. Juan Carlos I        |                                                                                  |                                  | Villamayor de Santiago  |      |
| Cabecera de las expediciones que parten desde Villamayor de Santiago   |                                                   |                                                                                  |                                  |                         |      |
| 19114                                                                  | Pozorrubio de Santiago - Plaza de la Constitución |                                                                                  |                                  | Pozorrubio de Santiago  |      |
| 19113                                                                  | Pozorrubio de Santiago - Portillo                 |                                                                                  |                                  | Pozorrubio de Santiago  |      |
| 18603                                                                  | Horcajo de Santiago - Alonso de Céspedes          |                                                                                  |                                  | Horcajo de Santiago     |      |
| 19111                                                                  | Horcajo de Santiago - Ángela Rosa de Silva        |                                                                                  |                                  | Horcajo de Santiago     |      |
| 18602                                                                  | Torrubia del Campo - Ramón y Cajal                |                                                                                  |                                  | Torrubia del Campo      |      |
| 18601                                                                  | El Acebrón - Iglesia                              |                                                                                  |                                  | El Acebrón              |      |
| 18598                                                                  | Fuente de Pedro Naharro - Emilia Jarabo           |                                                                                  |                                  | Fuente de Pedro Naharro |      |
| 18596                                                                  | Estación de Autobuses de Tarancón                 |                                                                                  |                                  | Tarancón                |      |
| Cabecera de las expediciones que parten desde Tarancón                 |                                                   |                                                                                  |                                  |                         |      |
| 20625                                                                  | Tarancón - Miguel de Cervantes                    |                                                                                  |                                  | Tarancón                |      |
| 19117                                                                  | Belinchón                                         |                                                                                  |                                  | Belinchón               |      |
| 9852                                                                   | Ctra. A-3 - Fuentidueña de Tajo                   |                                                                                  |                                  | Fuentidueña de Tajo     |      |
| Cabecera de las expediciones que parten desde Fuentidueña de Tajo      |                                                   |                                                                                  |                                  |                         |      |
| 10431                                                                  | Comunidad de Madrid - Colonia Tierno Galván       | 350B 353 355                                                                     |                                  | Fuentidueña de Tajo     |      |
| 9720                                                                   | Encomienda - Velázquez                            | 350B 350C 353                                                                    |                                  | Villarejo de Salvanés   |      |
| La siguiente parada se realiza únicamente sábados, domingos y festivos |                                                   |                                                                                  |                                  |                         |      |
| 19881                                                                  | San José - Encomienda                             | 350B 350C 353 430                                                                |                                  | Villarejo de Salvanés   |      |
| La siguiente parada se realiza de lunes a viernes laborables           |                                                   |                                                                                  |                                  |                         |      |
| 9721                                                                   | Encomienda - Castillo                             | 350B 350C 353 430                                                                |                                  | Villarejo de Salvanés   |      |
| A partir de aquí el itinerario es normal                               |                                                   |                                                                                  |                                  |                         |      |
| 9722                                                                   | Samuel Baltés - Madrid                            | 350A 350B 350C 351 353                                                           |                                  | Villarejo de Salvanés   |      |
| 11453                                                                  | Av. Hermanos Gómez Cuétara - Instituto            | 350A 350B 350C 351 353                                                           |                                  | Villarejo de Salvanés   |      |
| 9723                                                                   | Mayor Baja - Avenida de la Paz                    | 322 326 350A 350B 350C 351 353                                                   |                                  | Perales de Tajuña       |      |
| 9724                                                                   | Plaza de la Constitución - Ayuntamiento           | 322 326 350A 350B 350C 351 353                                                   |                                  | Perales de Tajuña       |      |
| 9725                                                                   | Mayor Alta - Rana                                 | 322 326 350A 350B 350C 351 353                                                   |                                  | Perales de Tajuña       |      |
| 18159                                                                  | Mayor Alta - Rana                                 | 322 326 350A 350B 350C 351 353                                                   |                                  | Perales de Tajuña       |      |
| 11902                                                                  | Ctra. N-3 - Estación de Comunicaciones            | 322 326 350A 350B 350C 351 353                                                   |                                  | Arganda del Rey         |      |
| 17496                                                                  | Av. Valencia - Urbanización El Romeral            | 351 353                                                                          |                                  | Arganda del Rey         |      |
| 17487                                                                  | Av. Valencia - Cementerio Viejo                   | 351 353                                                                          |                                  | Arganda del Rey         |      |
| 17485                                                                  | Av. Valencia - Plaza del Progreso                 | 351 353                                                                          | Arganda del Rey                  | Arganda del Rey         |      |
| 7464                                                                   | Av. Madrid - La Perla                             | 2 285 312 312A 326 330 351 353 N303                                              |                                  | Arganda del Rey         |      |
| 7465                                                                   | Av. Madrid - Pasaje Ana María del Valle           | 2 285 312 312A 326 330 351 353 N303                                              |                                  | Arganda del Rey         |      |
| 7466                                                                   | Av. Madrid - Camino de Valdepencas                | 2 285 312 312A 326 330 351 353 N303                                              |                                  | Arganda del Rey         |      |
| 7467                                                                   | Cº de Los Canes - Av. Madrid                      | 2 312 326 330 351 353                                                            |                                  | Arganda del Rey         |      |
| 7470                                                                   | Av. Madrid - Ctra. Campo Real                     | 2 312 326 330 351 353                                                            |                                  | Arganda del Rey         |      |
| 21073                                                                  | Ctra. A3 - Est. Rivas Vaciamadrid                 | 312 312A 313 326 351 353 N303                                                    | Rivas-Vaciamadrid                | Rivas-Vaciamadrid       |      |
| 7529                                                                   | Av. Mediterráneo - Santa Eugenia                  | 312 312A 313 326 331 332 333 334 336 337 339 341 351 353 N301 N302 N303          | Santa Eugenia                    | Madrid                  |      |
| 2613                                                                   | Av. Mediterráneo - Av. Democracia                 | 63 145 E 312 312A 313 326 331 332 333 334 336 337 339 341 351 353 N301 N302 N303 |                                  | Madrid                  |      |
| 4283                                                                   | Av. Mediterráneo - Av. Pablo Neruda               | 63 145 E 312 312A 313 326 331 332 333 334 336 337 339 341 351 353 N301 N302 N303 |                                  | Madrid                  |      |
| 2125                                                                   | Av. Mediterráneo - Plaza Conde de Casal           | 351 353                                                                          | Conde de Casal                   | Madrid                  |      |
| 2178                                                                   | Paseo Infanta Isabel - Doctor Velasco             | 351 353                                                                          | Atocha                           | Madrid                  |      |
| 7538                                                                   | Ronda - Estación de Autobuses                     | 351 353                                                                          | Estación del Arte                | Madrid                  |      |
| 06165                                                                  | Estación Sur de Autobuses                         | 351 353                                                                          | Méndez Álvaro                    | Madrid                  |      |